# Franc-Lamy

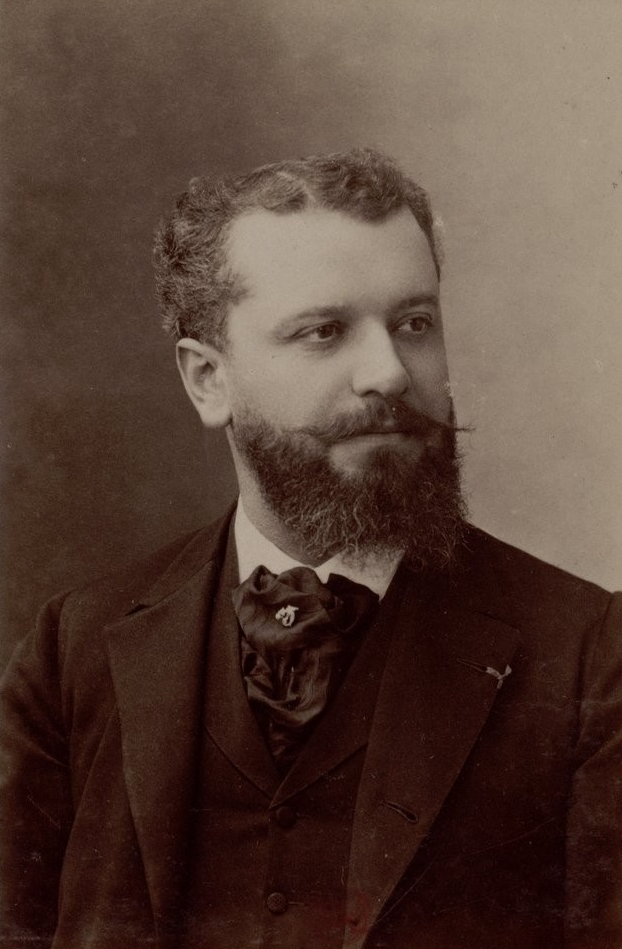
Franc-Lamy,
Fotografie von Nadar

Pierre Désiré Eugène Franc Lamy, genannt Franc-Lamy, (* 12. Mai 1855 in Clermont-Ferrand; † 13. März 1919 in Paris) war ein französischer Maler und Zeichner.

## Leben und Werk

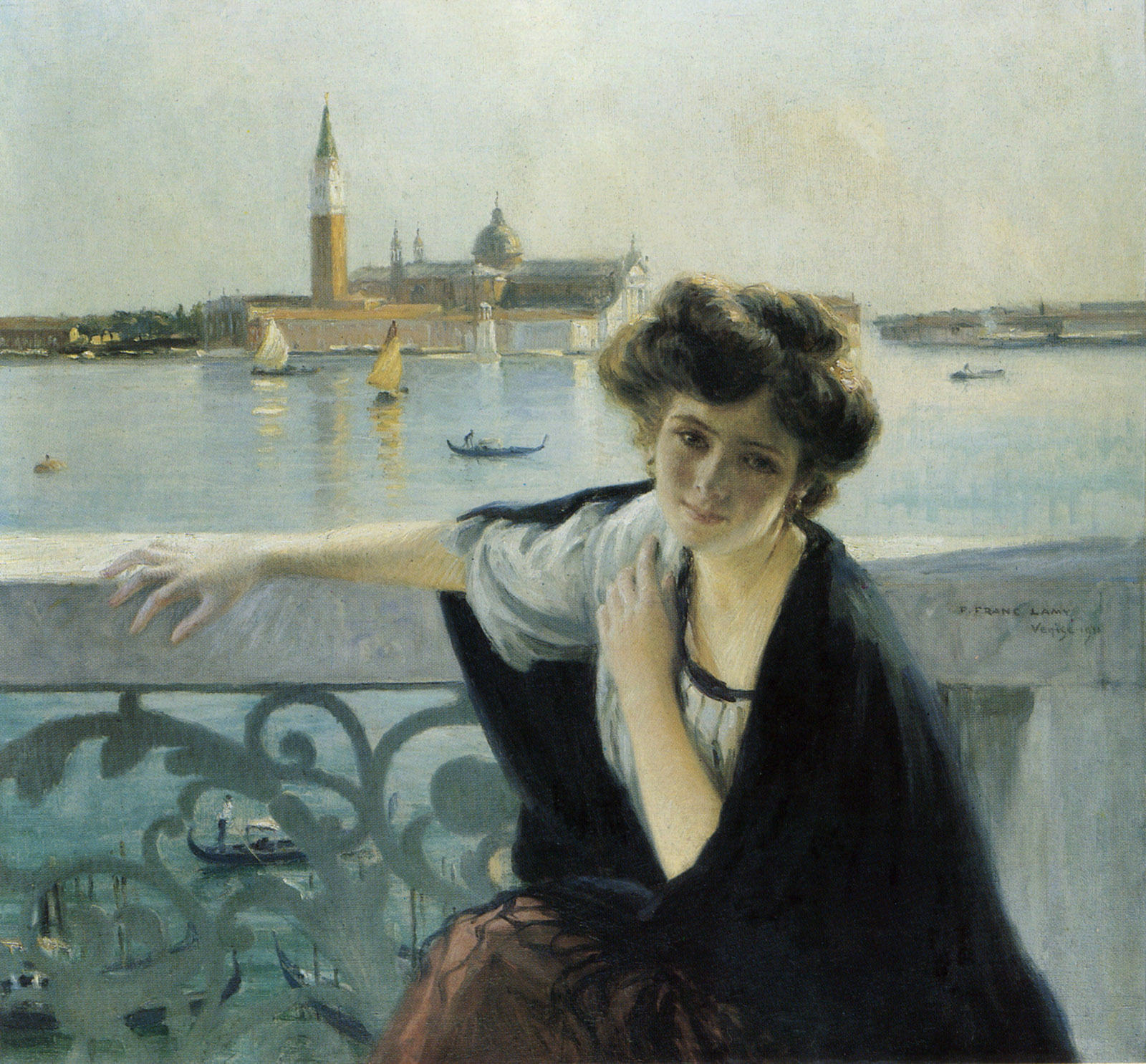
Franc-Lamy: Venice, 1911

Pierre Désiré Eugène Franc Lamy entstammte einer Familie von Glasmalern. Seinen Künstlernamen Franc-Lamy nahm er erst später an. Er begann seine Ausbildung an der städtischen Zeichenschule des 9. Arrondissement in Paris und wurde parallel ab 1872 Schüler des Malers Isidore Pils, wo Norbert Goeneutte und Frédéric Samuel Cordey zu seinen Mitschülern gehörten. Ab 1873 studierte er an der École des beaux-arts. Nach dem Tod von Pils besuchte er 1875 zunächst das Atelier von Henri Lehmann und wechselte danach zu Jean-Léon Gérôme. Franc-Lamy verkehrte in den literarischen Kreisen des Café de la Nouvelle Athènes und traf dort Dichter wie Léon Dierx, Auguste de Villiers de L’Isle-Adam, Maurice Rollinat und Stéphane Mallarmé. Für den Musiker Ernest Cabaner schuf Franc-Lamy Illustrationen für verschiedene Partituren. Cabaner führte Franc-Lamy in den Salon der Nina de Callias ein, die danach einige Zeit seine Geliebte war. Unter den Malerkollegen verband Franc-Lamy eine Freundschaft mit Pierre-Auguste Renoir, dem er mehrfach Modell stand. Beispielsweise ist er im Gemälde Bal du moulin de la Galette von 1876 zu sehen. Renoir lud Franc-Lamy zudem 1877 zur 3. Gruppenausstellung der Impressionisten ein.
Das Frühwerk von Franc-Lamy ist von der impressionistischen Malweise Renoirs beeinflusst. Ab 1880 stellte er regelmäßig im Salon der Société des Artistes Français aus. Seine Motive waren häufig Landschaften, darunter Motive seiner Reisen nach Venedig oder Brügge. Zudem verband er Landschaftsbilder mit der Darstellung weiblicher Akte. Darüber hinaus schuf er Porträts und Genrebilder. Er zeigte seine Werke auf den Pariser Weltausstellungen von 1889 und 1900 und erhielt dort jeweils Auszeichnungen. 1892 wurde er zum Ritter der Ehrenlegion ernannt, 1914 folgte die Auszeichnung zum Offizier.